# Маркарий
Марка́рий (лат. Marcarius; умер в 787) — герцог Фриуля (776—787).

## Биография
О Маркарии известно очень немного. Предполагается, что он происходил из знатной, возможно, нелангобардской семьи, и в 776 году получил от короля Франкского государства Карла Великого в управление Фриульское герцогство, ставшее вакантным после смерти герцога Ротгауда, погибшего во время поднятого им антифранкского мятежа.
Единственный современный Маркарию документ, в котором упоминается его имя — датированное приблизительно 776—781 годами послание папы римского Адриана I королю Карлу Великому. В этом письме папа сообщал правителю франков, что недавно он принял в Риме епископа Маврикия, имевшего кафедру в истрийском Новиграде. Всегда желавший быть покорным Святому Престолу, а не патриархам Константинопольским, этот прелат был ослеплён и изгнан из епархии византийцами, ложно обвинившими епископа в желании передать свой город под власть франков. Адриан I ставил в известность Карла Великого о том, что он отослал Маврикия к герцогу Маркарию, и просил короля приказать правителю Фриуля оказать изгнаннику всяческое содействие в его возвращении к пастве. О том, удалось ли епископу Маврикию вернуться в Новиград, исторические источники ничего не сообщают.
Герцог Маркарий скончался в 787 году. Его преемником во Фриульском герцогстве стал франк Эрик.